# Cancela (Sobrado)
Cancela es un pueblo del municipio de Sobrado, en la comarca de El Bierzo (Provincia de León, Comunidad Autónoma de Castilla y León, España).
Los orígenes del pueblo se remontan a la Edad Media.
Por Cancela discurre el río Sil, en el que abundan las truchas. Este y sus montes, hacen de Cancela un bello paisaje natural.
La altitud de Cancela es de 410 m sobre el nivel del mar.
Los habitantes viven de sus ricas y fértiles huertas.
Cancela está relativamente cerca de Ponferrada (27 km) y es fácilmente accesible.
Las fiestas de Cancela son el día 24 de agosto en honor a San Bartolomé.
- Datos: Q5747027